# Parathesis schultesii
Parathesis schultesii är en viveväxtart som beskrevs av Cyrus Longworth Lundell. Parathesis schultesii ingår i släktet Parathesis och familjen viveväxter. Inga underarter finns listade i Catalogue of Life.